# Johann Gottfried Elsner

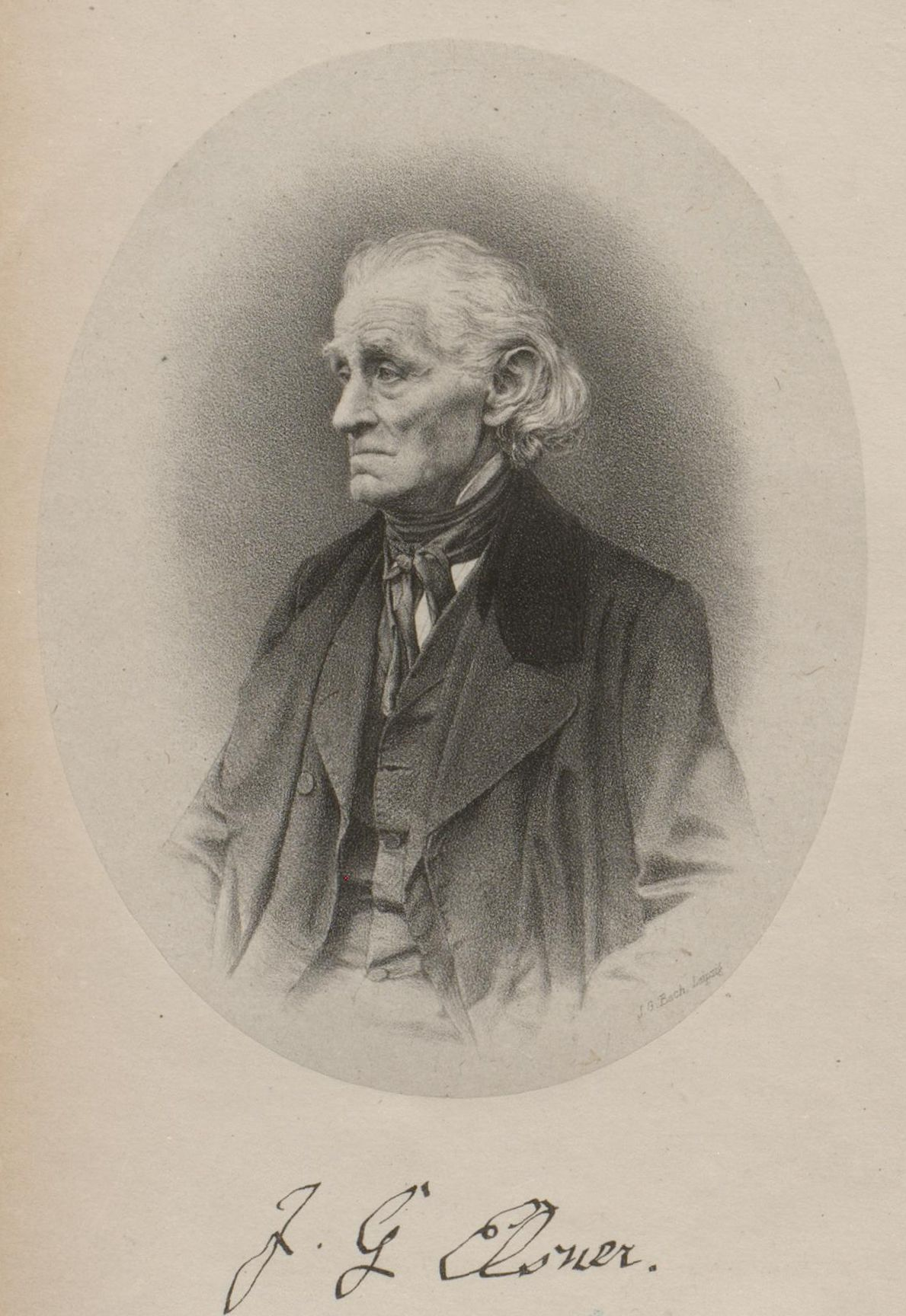
Johann Gottfried Elsner

Johann Gottfried Elsner (* 14. Januar 1784 in Gottesberg; † 5. Juni 1869 in Waldenburg, Provinz Schlesien) war ein Landwirt, Schafzüchter und Autor.

## Leben
Elsner war der Sohn eines Kürschners. Nach dem Abschluss des Lyzeums in Landeshut studierte er 1806–1807 in Halle (Saale) Theologie, Philosophie und Philologie. Anschließend wurde er Hauslehrer in Waldenburg. Nachdem er sich mit einer Landgutbesitzerin verheiratete, wandte er sich der Landwirtschaft zu.
1822 pachtete Elsner die Stadtgüter von Münsterberg. Durch sein Wirken trug er wesentlich zur Verbreitung der Merinoschafzucht in Bayern, Böhmen, Österreich und Siebenbürgen bei. Für seine Verdienste wurde ihm der Titel Königlich preußischer Wirtschaftsrat verliehen.

## Werke
- Was thut der Landwirthschaft noth? Breslau: Korn, 1821
- Landwirthschaftliche Reisen durch Schlesien nebst Ausflügen nach der Mark Brandenburg, Sachsen, Mähren und Oesterreich, in Briefen beschrieben. Breslau 1822–1824
- Anleitung zur Veredlung des Schafviehes. Nach Grundsätzen, die sich auf Natur und Erfahrung stützen; Mit Kupfern und Tabellen / Verfaßt von Rudolph André, Güter-Inspektor und Mitglied der Kaiserl. Königl. Mährisch-Schlesischen Gesellschaft des Ackerbaues, der Natur- und Landeskunde / Nach des Verfassers Tode herausgegeben von J. G. Elsner, Ehrenmitgliede der ökonomisch-patriotischen Gesellschaft der Fürstenthümer Schweidnitz und Jauer. Prag: J. G. Calve’sche Buchhandlung 1826 (2. Auflg.)
- Uibersicht der europäischen veredelten Schafzucht. 2 Bände, Prag: Calve, 1828
- Meine Erfahrungen in der höhern Schafzucht. Stuttgart 1828; Zweite, stark vermehrte Auflage Stuttgart und Tübingen: Cotta 1835
- Die deutsche Landwirthschaft / nach ihrem jetzigen Stande dargest. von J. G. Elsner. 2 Bände, Stuttgart; Tübingen: Cotta 1830
- Die deutsche Landwirtschaft nach ihrem jetzigen Stande dargestellt. 2 Bde., Stuttgart 1830–32
- Handbuch der veredelten Schafzucht. Stuttgart 1832
  - Krótka nauka chodowania owiec poprawnych : Tlómaczenie z niemieckiego orygnalu. (Handbuch der veredelten Schafzucht polnisch). Wroctawiu: W. B. Korn 1836
- Hand- und Hülfsbuch für den kleinen Gutsbesitzer und Landmann. Stuttgart; Tübingen: 1834
- Die Politik der Landwirthschaft. 2 Bände, Stuttgart; Tübingen: Cotta 1835
- Ueber die ungewöhnlichen gegenwärtigen Naturerscheinungen, nebst darauf gegründeten meteorologischen Folgerungen und Schlüssen. Breslau: Groß 1837
- Das goldene Vließ oder die Erzeugung und der Verbrauch der Merinowolle, in ökonomischer, mercantilischer und statistischer Hinsicht. Stuttgart [u. a.]: Cotta 1838
- Die Bildung des Landwirthes in der weitesten Bedeutung. Stuttgart; Tübingen: Cotta, 1838
- Ungarn durchreiset, beurtheilet und beschrieben. Leipzig: Frohberger 1840
- Das Edelschaf in allen seinen Beziehungen. Stuttgart 1840
- Schäferkatechismus, als Anleitung für Schäfer, nach dem jetzigen Stande der Schafzucht in Deutschland. 2. verm. Aufl. Prag: Ehrlich 1841
- Die Schafzucht Schlesiens. Breslau 1842, Nachtrag 1844
- Skizzirte Darstellung der schlesischen Schäfereien. Breslau [u. a.]; Graß [u. a.] 1845
- Der Krieg in Ungarn in feinen Ursachen und wahrscheinlichen Folgen. Breslau 1848
- Die rationelle Schafzucht (2. Aufl., Leipzig 1849)
- Deutschlands Merinowoll-Erzeugung : In ökonomischer und merkantiler Beziehung. Leipzig 1854
- Die verschiedenen Phasen der deutschen Merinozucht. Berlin 1857
- Die vaterländische Schafzucht. 2. Aufl., Leipzig 1859
- Die Fortschritte der deutschen Landwirthschaft vom letzten Jahrzehnt des vorigen Jahrhunderts an bis auf unsere Zeit. Stuttgart 1866